# ブルーノ・ランガ
ブルーノ・アルベルト・ランガ（Bruno Alberto Langa、1997年10月31日 - ）は、モザンビーク・マプト出身のサッカー選手。プリメーラ・ディビシオン・UDアルメリア所属。ポジションはDF。

## クラブ経歴
2016年にモザンビークのCDマシャケネでキャリアをスタートさせ、2018年7月にポルトガル3部リーグのアモラFCへ移籍した。
2021年6月23日、セグンダ・リーガに所属していたGDシャヴェスにフリーで加入した。
2024年2月1日、2023-24シーズン終了時までの契約でUDアルメリアにレンタル移籍をすることが決定した。

## 代表経歴
2016年6月21日、COSAFAキャッスルカップのナミビア代表戦にてモザンビーク代表デビューを果たした。